# Katherine Johnson
Creola Katherine Johnson,(White Sulphur Springs, Virginia Occidental; 26 de agosto de 1918-Newport News, Virginia; 24 de febrero de 2020) fue una física, científica espacial y matemática estadounidense, que contribuyó a la aeronáutica de Estados Unidos y sus programas espaciales. Sus cálculos de la mecánica orbital como empleada de la NASA fueron fundamentales para el éxito del primer y posteriores vuelos espaciales tripulados en su país. Durante su carrera de 35 años en la NASA y su predecesor, el Comité Asesor Nacional para la Aeronáutica (NACA por sus siglas en inglés), se ganó la reputación de dominar los cálculos manuales complejos y contribuyó al uso pionero de computadoras para realizar tareas. La agencia espacial destacó su «papel histórico como una de las primeras mujeres afroamericanas en trabajar como científica de la NASA».
El trabajo de Johnson incluyó el cálculo de trayectorias, ventanas de lanzamiento y rutas de retorno de emergencia para los vuelos espaciales del Proyecto Mercury, incluidos los de los astronautas Alan Shepard, el primer estadounidense en el espacio, y John Glenn, el primer estadounidense en órbita, y rutas de encuentro para el módulo lunar Apolo y módulo de mando en vuelos a la Luna. Sus cálculos también fueron esenciales para el comienzo del programa del transbordador espacial y trabajó en planes para una misión a Marte.
En 2015, el presidente Barack Obama le concedió la Medalla Presidencial de la Libertad, y un año más tarde, el astronauta de la NASA Leland D. Melvin le otorgó el premio Snoopy y un NASA Group Achievement Award. Taraji P. Henson encarnó el papel de Johnson como personaje principal en la película de 2016 Hidden Figures. En 2019, recibió la Medalla de Oro del Congreso de los Estados Unidos. En 2021, fue incluida en el Salón Nacional de la Fama de Mujeres (National Women's Hall of Fame).

## Biografía

### Primeros años y educación
Nació el 26 de agosto de 1918 en White Sulphur Springs (Virginia Occidental) con el nombre de Creola Katherine Coleman. Sus padres se llamaban Joylette Roberta (Lowe) y Joshua McKinley Coleman, quienes tenían cuatro hijos y ella fue la menor de ellos. Su madre era maestra y su padre leñador, granjero y empleado de mantenimiento, y trabajaba en el hotel The Greenbrier. Desde muy temprana edad demostró talento para las matemáticas. 
Las leyes de segregación racial que imperaban en Estados Unidos en aquella época hacían que los afroamericanos no pudieran estudiar más allá de octavo curso en su condado natal. Sus padres consideraban muy importante la educación de sus hijos, por lo que decidieron mudarse a  Institute, donde los niños Coleman asistieron al West Virginia Colored Institute para afroamericanos, cuando Katherine tenía diez años. Esta escuela estaba en el campus de West Virginia State College (WVSC). Así, la familia dividió su tiempo entre Institute durante el año escolar y White Sulphur Springs en el verano.
Se graduó en la escuela secundaria a los catorce años y a los quince ingresó a la Universidad Estatal de Virginia Occidental, ubicada también en Institute, por ser una universidad históricamente negra (HBCU). Durante sus años de estudio tuvo el apoyo de varios profesores, entre ellos la química y matemática Angie Turner King, quien ya le había impartido clases en la secundaria y el matemático  W.W. Schieffelin Claytor, el tercer afroamericano en obtener un doctorado en Estados Unidos. Claytor agregó asignaturas de matemáticas especialmente para Katherine. Se graduó summa cum laude en 1937, en matemáticas y francés, a los 18 años. Fue miembro de la hermandad de mujeres Alpha kappa alpha. Después de su graduación, Katherine se trasladó a Marion (Virginia), a enseñar matemáticas, francés y música en una pequeña escuela pública para afroamericanos. En su autobiografía, publicada en 2019, Johnson contó cómo vivió episodios de racismo y las consecuencias de la segregación racial durante su estancia en la ciudad, con mayoría de habitantes blancos.
En 1939, tras casarse con su primer marido James Goble, abandonó la docencia y se matriculó en un programa de posgrado en matemáticas, que dejó un año después cuando se quedó embarazada y quiso dedicarse a su familia. Tuvo tres hijas con Goble: Constance, Joylette y Katherine. Fue la primera mujer afroamericana en terminar con la segregación en la Universidad de Virginia Occidental en Morgantown. A través del presidente de WVSC, John W. Davis, se convirtió en una de los tres estudiantes afroamericanos, y la única mujer, seleccionada para realizar estudios de posgrado después del fallo de la Corte Suprema de los Estados Unidos en el caso Missouri ex rel. Gaines v. Canada de 1938. El tribunal dictaminó que los estados que brindaban educación superior pública a estudiantes blancos también tenían que brindarla a estudiantes negros, para quedar satisfechos ya sea estableciendo colegios y universidades para negros o admitiendo estudiantes negros en universidades que antes eran sólo para blancos.

### Carrera

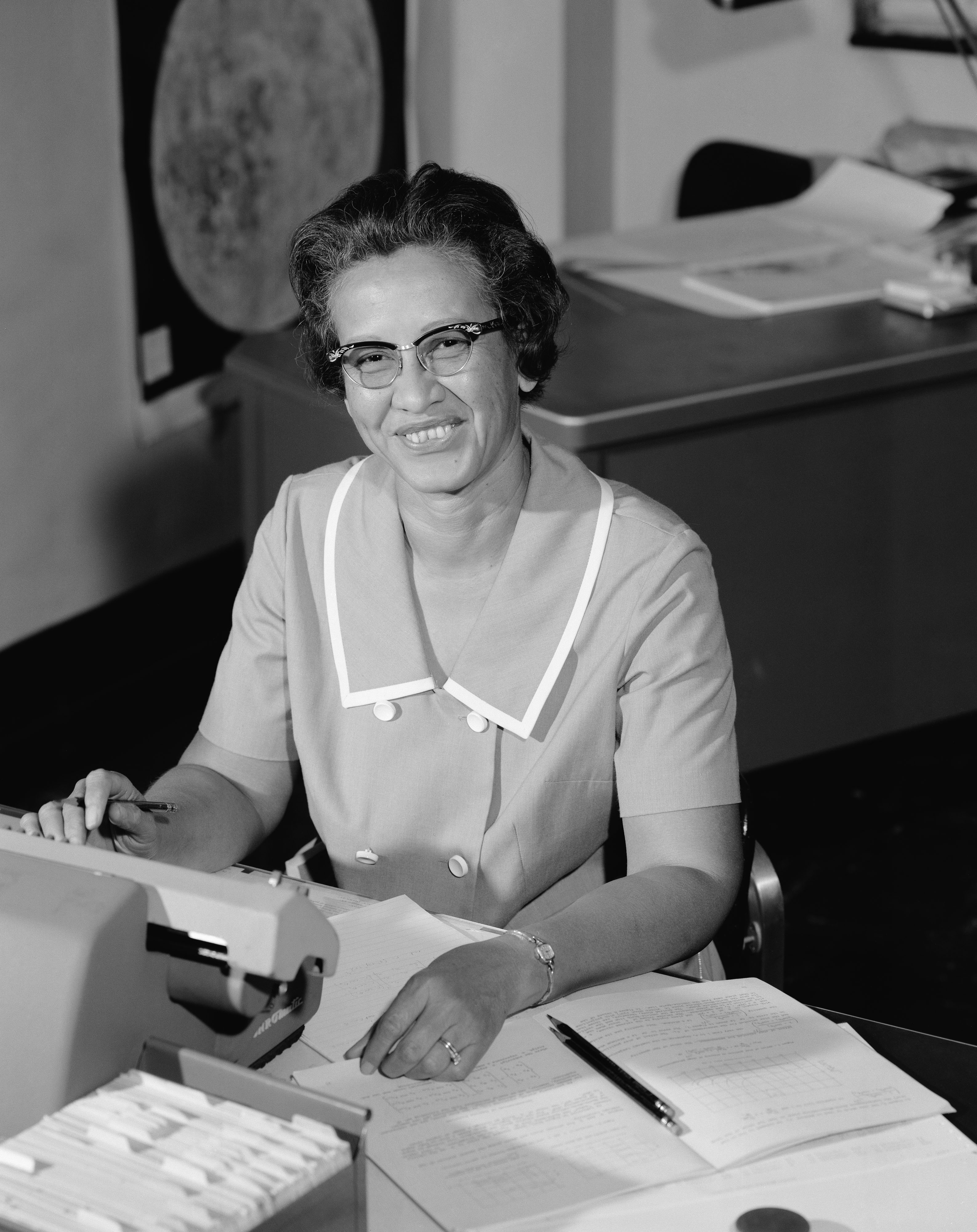
Johnson en la NASA en 1966

Decidió continuar su a como matemática de investigación, aunque era un campo al que los afroamericanos y las mujeres tenían dificultades para acceder. Los primeros trabajos que encontró fueron en la enseñanza. En una reunión familiar en 1952, un pariente mencionó que el Comité Asesor Nacional para la Aeronáutica (NACA), luego convertido en NASA, estaba contratando para el Departamento de Guía y Navegación en el Centro de investigación de Langley de Hampton (Virginia) a mujeres afroamericanas y blancas.
Según una historia oral archivada por el Proyecto Nacional de Liderazgo Visionario:

At first she [Johnson] worked in a pool of women performing math calculations. Katherine has referred to the women in the pool as virtual "computers who wore skirts". Their main job was to read the data from the black boxes of planes and carry out other precise mathematical tasks. Then one day, Katherine (and a colleague) were temporarily assigned to help the all-male flight research team. Katherine's knowledge of analytic geometry helped make quick allies of male bosses and colleagues to the extent that, "they forgot to return me to the pool". While the racial and gender barriers were always there, Katherine says she ignored them. Katherine was assertive, asking to be included in editorial meetings (where no women had gone before). She simply told people she had done the work and that she belonged.
Al principio, ella [Johnson] trabajó con un grupo de mujeres que realizaban cálculos matemáticos. Katherine se ha referido a las mujeres en el equipo como «computadoras virtuales que usaban faldas». Su trabajo principal era leer los datos de las cajas negras de los aviones y realizar otras tareas matemáticas precisas. Entonces, un día, Katherine (y una compañera) fueron asignadas temporalmente para ayudar al equipo de investigación de vuelo compuesto exclusivamente por hombres. El conocimiento de Katherine de la geometría analítica ayudó a hacer aliados rápidos en jefes y compañeros masculinos hasta el punto de que «se olvidaron de devolverme al equipo». Si bien las barreras raciales y de género siempre estuvieron ahí, Katherine dice que las ignoró. Katherine fue asertiva y pidió ser incluida en las reuniones editoriales (donde ninguna mujer había ido antes). Simplemente le dijo a la gente que había hecho el trabajo y que era parte de él.

De 1953 a 1958, Johnson trabajó como calculadora humana y analizaba temas como el alivio de ráfagas para aviones. Inicialmente asignada a la sección West Area Computers, que era supervisada por la matemática Dorothy Vaughan, y luego reasignada al área de Guía y Control de la División de Investigación de Vuelo de Langley, que estaba formada por ingenieros varones blancos. Para cumplir las leyes de segregación racial impuestas por el presidente Woodrow Wilson al principio del siglo XX, Johnson y otras mujeres afroamericanas del grupo de computación estaban obligadas a trabajar, comer y usar baños que estaban separados de los de sus colegas blancos. Su oficina estaba etiquetada como Colored Computers (computadoras negras). En una entrevista con WHRO-TV, Johnson declaró que ella «no sintió la segregación en la NASA, porque todos estaban investigando. Tenías una misión y trabajaste en ella, y era importante para ti hacer tu trabajo... Y jugar al bridge en el almuerzo». Ella agregó: «No sentí ninguna segregación. Sabía que estaba allí, pero no la percibía». En 1956, su marido, James Goble, murió de un tumor cerebral inoperable. 
NACA cerró el grupo de computación negro cuando en 1958 la agencia se convirtió en NASA y adoptó el uso de computadoras digitales. Aunque en la instalación se terminó con la segregación las formas de discriminar continuaron más sutilmente. Johnson recordaba:

We needed to be assertive as women in those days – assertive and aggressive – and the degree to which we had to be that way depended on where you were. I had to be. In the early days of NASA women were not allowed to put their names on the reports – no woman in my division had had her name on a report. I was working with Ted Skopinski and he wanted to leave and go to Houston ... but Henry Pearson, our supervisor – he was not a fan of women – kept pushing him to finish the report we were working on. Finally, Ted told him, "Katherine should finish the report, she's done most of the work anyway." So Ted left Pearson with no choice; I finished the report and my name went on it, and that was the first time a woman in our division had her name on something.
En aquel tiempo teníamos que ser asertivas como mujeres  – asertivas y agresivas – y el grado en el que teníamos que serlo dependía de dónde estuvieras. Tenía que serlo. En los primeros tiempos de NASA a las mujeres no se les permitía poner su nombre en los informes. Ninguna mujer de mi división firmó ningún informe. Yo estaba trabajando con Ted Skopinski cuando quería irse a Houston, pero Henry Pearson, nuestro supervisor, no era partidario de las mujeres, y presionó a Ted Skopinski para que terminara el trabajo que estábamos procesando. Finalmente Ted le dijo «Katherine debería terminar el trabajo, ella ha hecho la mayor parte del trabajo». Así que Ted no le dejó otra salida a Pearson. Yo terminé el trabajo y lo firmé. Fue la primera vez que una mujer de nuestra división puso su firma en algo.

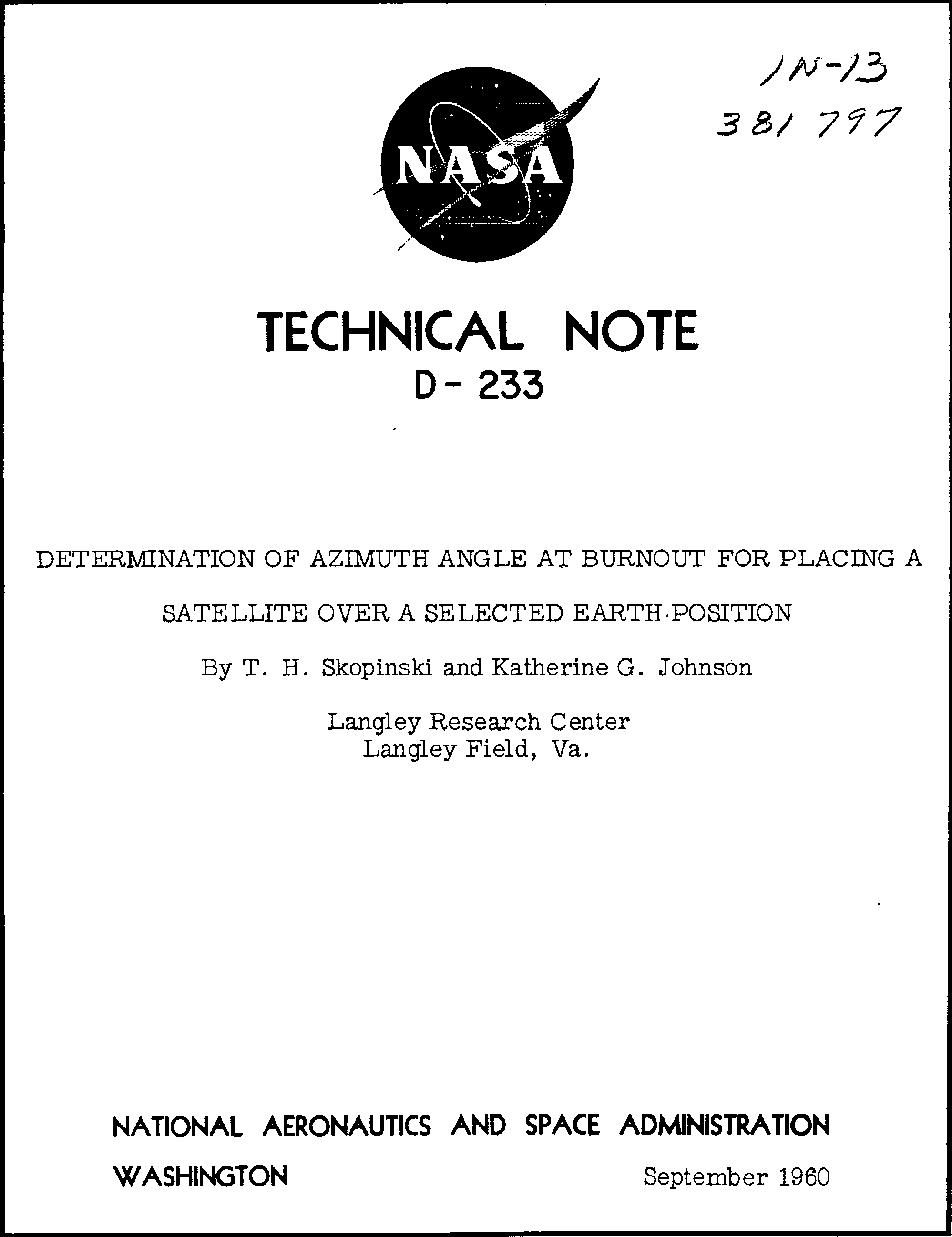
El primer informe de la NASA en el que aparece el nombre de Johnson como coautor.

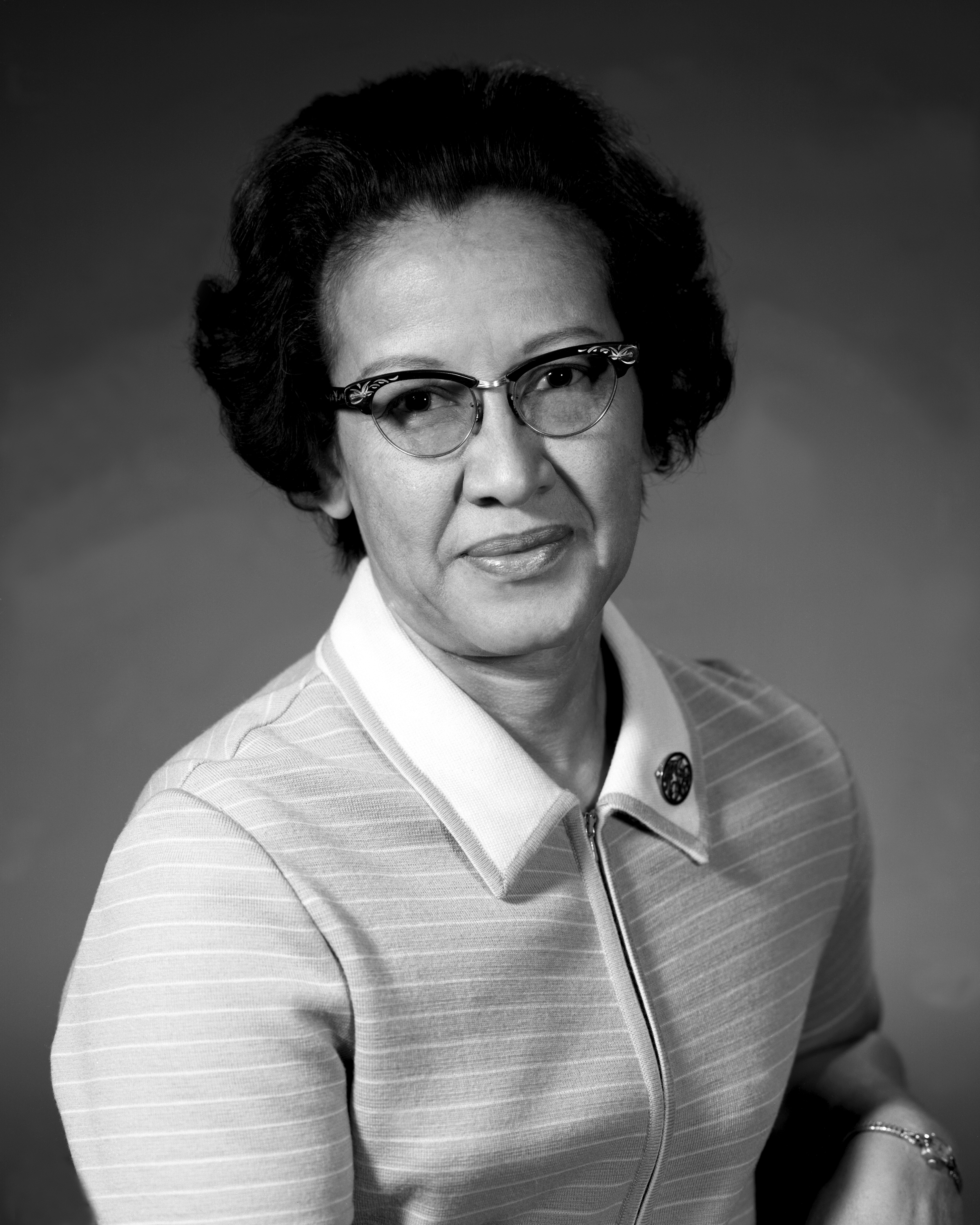
Katherine Johnson en 1971

En 1959, se casó con el teniente coronel James A. Johnson y continuó su carrera en la NASA. Desde 1958 hasta su jubilación en 1986, Johnson trabajó como tecnóloga aeroespacial en el área de Controles de Naves Espaciales (Spacecraft Controls Branch). Calculó la trayectoria del vuelo espacial del 5 de mayo de 1961 de Alan Shepard, el primer estadounidense en el espacio. También calculó la ventana de lanzamiento del Proyecto Mercury de 1961 y trazó gráficas de navegación de respaldo para los astronautas en caso de fallas electrónicas. En 1962, cuando la NASA comenzó a utilizar computadoras electrónicas para calcular la órbita de John Glenn alrededor de la Tierra, fue convocada para verificar los resultados de la computadora. Glenn preguntó por ella específicamente y se negó a volar a menos que Johnson verificara los cálculos. Biography.com afirmó que eran cálculos mucho más complejos, ya que tenían que tener en cuenta la fuerza gravitacional de muchos cuerpos celestes. La autora Margot Lee Shetterly afirmó,

So the astronaut who became a hero, looked to this black woman in the still-segregated South at the time as one of the key parts of making sure his mission would be a success.
De manera que el astronauta que se convirtió en héroe miraba a esta mujer negra en el entonces Sur segregado como una de las piezas claves para que su misión tuviera éxito.

Shetterly añadió que en un tiempo en el que la computación era trabajo de mujeres y la ingeniería se dejaba a los hombres hay que valorar mucho más ese trabajo de las mujeres.
Más tarde Johnson trabajó directamente con computadoras digitales. Su capacidad y reputación por la precisión de sus cálculos ayudaron a establecer confianza con la nueva tecnología. En 1961, su trabajo ayudó a asegurar que la cápsula Freedom 7 Mercury de Alan Shepard se encontrara rápidamente después del aterrizaje, utilizando la trayectoria precisa que se había establecido. Ayudó a calcular la trayectoria de vuelo del Apolo 11 a la Luna en 1969. Durante el alunizaje, Johnson se encontraba reunida en las montañas Pocono junto con un pequeño grupo frente a una pequeña pantalla de televisor observando los primeros pasos en la Luna. En 1970, Katherine trabajó en la misión del Apolo 13 y una vez que la misión fue abortada su trabajo en implementar procedimientos y cartas de navegación de respaldo ayudó a que la tripulación pudiera regresar a salvo a la Tierra cuatro días más tarde, al crear un sistema de observación de una estrella que permitiría a los astronautas determinar su ubicación con precisión. En una entrevista de 2010, Johnson recordó: «Todo el mundo estaba preocupado por que llegaran allí. Nos preocupaba que volvieran». Más adelante en su carrera, Johnson trabajó en el Programa del transbordador espacial, el satélite de recursos de la Tierra y en planes para una misión de exploración a Marte.

### Últimos años

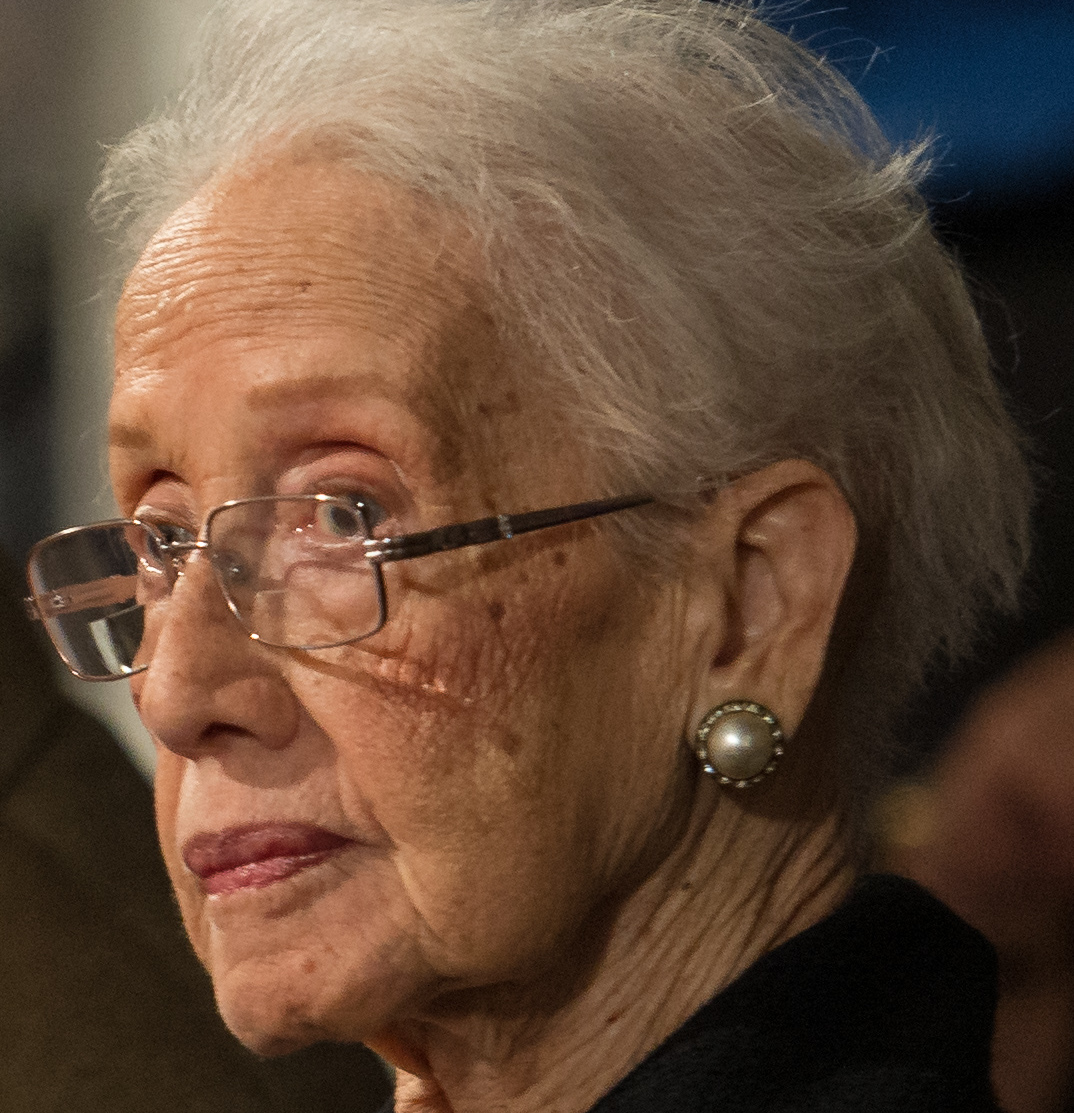
Katherine Johnson en 2016

Pasó sus últimos años alentando a los estudiantes a ingresar a los campos de la ciencia, la tecnología, la ingeniería y las matemáticas (CTIM). La familia vivió en Newport News (Virginia) desde 1953, primero con Johan Goble hasta su fallecimiento en 1956 y desde 1959 con James Johnson. Su matrimonio con Johnson duró sesenta años, hasta el fallecimiento de este en marzo de 2019 con 93 años. Katherine, que tenía seis nietos y once bisnietos, vivía en Hampton (Virginia). Animó a sus nietos y estudiantes a seguir carreras en ciencia y tecnología. Participó en el mismo coro de la Iglesia Presbiteriana de Carver durante 50 años.
Falleció en una casa de retiro en Newport News el 24 de febrero de 2020, a la edad de 101 años. Después de su muerte, Jim Bridenstine, administrador de la NASA, la describió como «una heroína estadounidense» y declaró que «su legado pionero nunca será olvidado».

## Legado

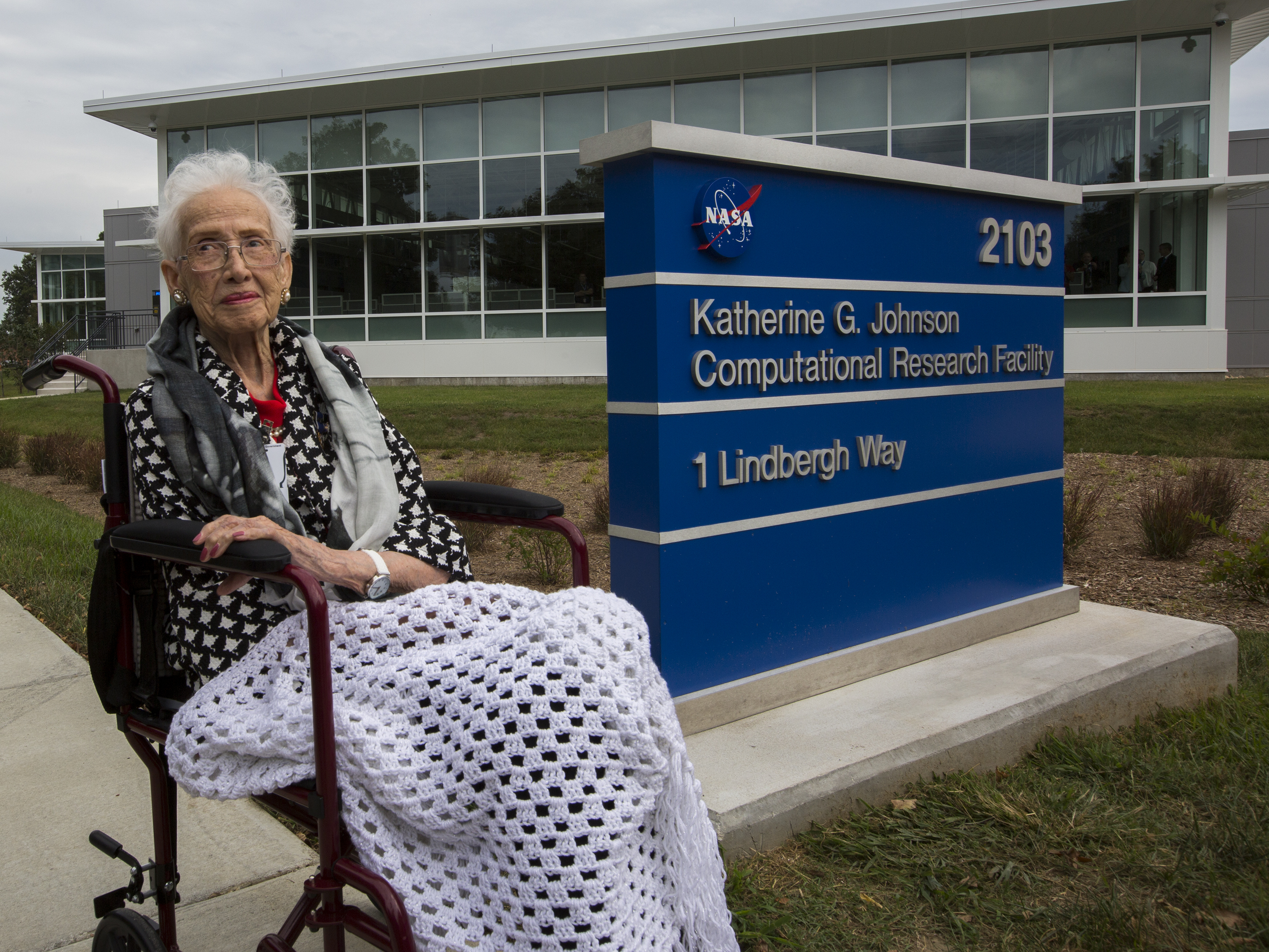
Katherine Johnson frente al Centro de Investigación Computacional que lleva su nombre

En total fue coautora de veintiséis artículos científicos. La NASA mantiene una lista de los artículos más importantes escritos por Johnson con enlaces a su herramienta de búsqueda. Su influencia social como pionera en la ciencia espacial y la computación se ve reflejado en los premios que ha recibido y la cantidad de veces que ha sido presentada como un ejemplo para la sociedad. Desde 1979, antes de jubilarse, su biografía tiene un sitial de honor en las listas de afroamericanos en ciencia y tecnología.
La nombraron Exalumna Destacada del Año de West Virginia State College en 1999. El 16 de noviembre de 2015, el presidente Barack Obama incluyó a Johnson en una lista de 17 estadounidenses acreedores de la Medalla Presidencial de la Libertad en 2015. Fue citada como un ejemplo pionero de mujeres afroamericanas en CTIM. El presidente Obama dijo en ese momento, «Katherine G. Johnson se negó a estar limitada por las expectativas de la sociedad sobre su género y raza mientras expandía los límites del alcance de la humanidad». La NASA destacó su «papel histórico como una de las primeras mujeres afroamericanas en trabajar como científica de la NASA».

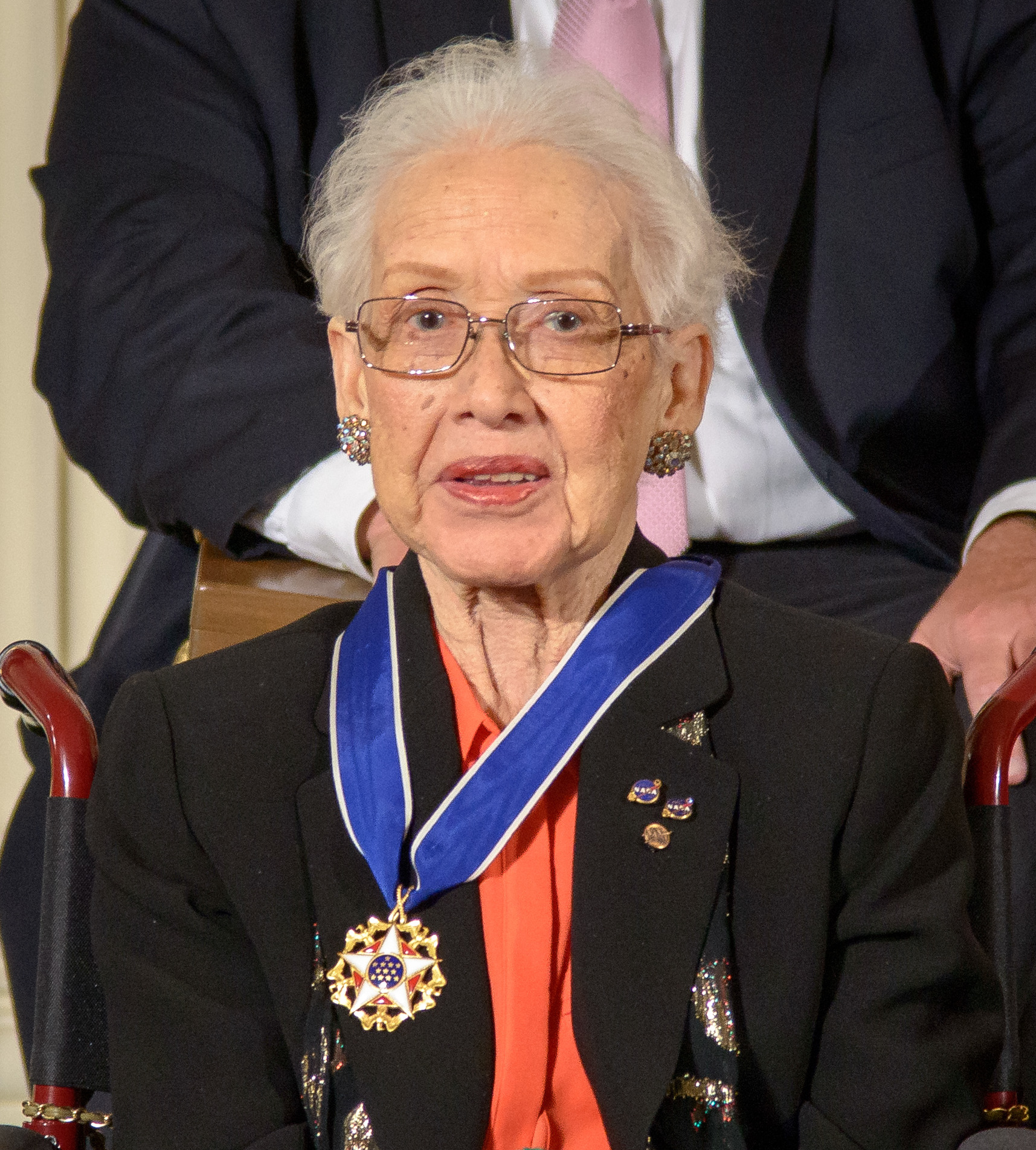
Tras recibir la Medalla Presidencial de la Libertad en 2015.

El 5 de mayo de 2016, un nuevo edificio de 3700 metros cuadrados se denominó «Centro de Investigación Computacional Katherine G. Johnson» y se inauguró formalmente en el Centro de Investigación Langley de la agencia en Hampton (Virginia). La instalación abrió oficialmente sus puertas el 22 de septiembre de 2017. Johnson asistió a este evento, que también marcó el 55 aniversario del histórico lanzamiento y aterrizaje del cohete del astronauta Alan Shepard, un éxito al que Johnson contribuyó. En la ceremonia, el subdirector Lewin dijo lo siguiente sobre Johnson: «Millones de personas en todo el mundo vieron el vuelo de Shepard, pero lo que no sabían en ese momento era que los cálculos que lo llevaron al espacio y lo llevaron a casa a salvo los hizo la invitada de honor de hoy, Katherine Johnson». Durante el evento, Johnson también recibió un premio Snoopy, a menudo llamado premio de astronauta, y la NASA declaró que se otorga a aquellos «que han hecho contribuciones sobresalientes a la seguridad de vuelo y el éxito de la misión».
En agosto de 2018, la Universidad Estatal de Virginia Occidental estableció una beca CTIM en honor a Johnson y erigió una estatua de tamaño natural en el campus en su honor. La NASA cambió el nombre de la Instalación de verificación y validación independiente, en Fairmont (Virginia Occidental), a Instalación de verificación y validación independiente de Katherine Johnson el 22 de febrero de 2019. En junio de ese año, la Universidad George Mason nombró el edificio más grande en su SciTech campus como el Salón Katherine G. Johnson. En 2020, el distrito escolar de Bethel (Washington) nombró a una nueva escuela como Katherine G. Johnson.
Johnson fue incluida en la lista de la BBC de 100 Mujeres influyentes en todo el mundo en 2016. En un video de 2016, la NASA declaró: «Sus cálculos resultaron ser fundamentales para el éxito del programa de aterrizaje de Apolo en la Luna y el inicio Programa del transbordador espacial, como lo hicieron con esos primeros pasos en el viaje del país al espacio».

### En la cultura popular
En marzo de 2016, comenzó el rodaje de Hidden Figures, una película sobre su figura y sobre sus colegas afroamericanas de la NASA, basado en el libro de no ficción del mismo nombre de Margot Lee Shetterly, que se estrenó en enero de 2017. Cuenta la historia de Johnson y otras matemáticas afroamericanas (Mary Jackson y Dorothy Vaughan) que trabajaron en la NASA. Taraji P. Henson interpreta a Johnson en la película. Johnson estuvo presente en los Premios Oscar 2017 junto a las actrices de la película y recibió una ovación de pie del público. En una entrevista anterior, Katherine ofreció el siguiente comentario sobre la película: «Estuvo bien hecha. Las tres protagonistas hicieron un excelente trabajo al retratarnos». En un episodio de 2016 de la serie Timeless de NBC, titulado «Space Race», Nadine Ellis encarna el papel de la matemática.
La escritora científica Maia Weinstock desarrolló un prototipo de LEGO para mujeres de la NASA en 2016 e incluyó a Johnson, aunque se negó a que se imprimiera su imagen en el producto final. Mattel anunció una muñeca Barbie a semejanza de Johnson con una tarjeta de identificación de la NASA en 2018.
El 6 de noviembre de 2020, se lanzó al espacio un satélite que lleva su nombre (ÑuSat 15 o «Katherine», COSPAR 2020-079G). En febrero de 2021, Northrop Grumman nombró su nave espacial Cygnus NG-15, que abastecía a la Estación Espacial Internacional, como «SS Katherine Johnson» en su honor.

### Premios y honores

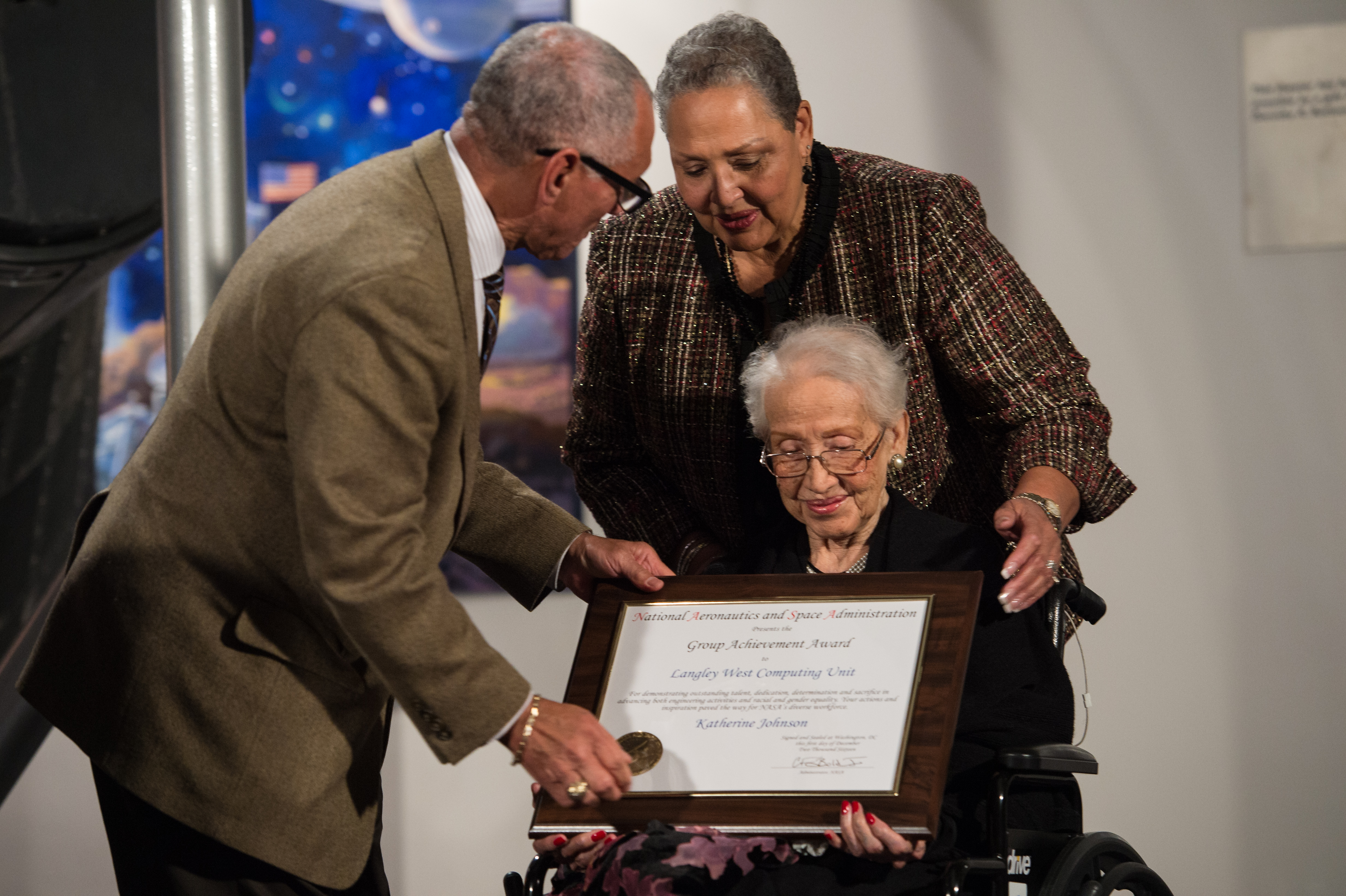
Johnson recibe un Premio de la NASA al Logro Colectivo.

- 1967, NASA, Premio al equipo Lunar Orbiter Spacecraft and Operations, por el trabajo pionero en el campo de problemas de navegación en apoyo de cinco naves espaciales que orbitaron y mapearon la Luna en preparación del Programa Apolo.[40]
- 1967, Premio al Logro, Grupo Apolo, este premio incluye una de las trescientas banderas que volaron a la Luna a bordo del Apolo 11.[40]
- 1971, NASA, Centro de Investigación Langley, Premio Especial al Logro.[71]
- 1980, NASA, Centro de Investigación Langley, Premio Especial al Logro.[71]
- 1984, NASA, Centro de Investigación Langley, Premio Especial al Logro.[71]
- 1985, NASA, Centro de Investigación Langley, Premio Especial al Logro.[71]
- 1986, NASA, Centro de Investigación Langley, Premio Especial al Logro.[71]
- 1998, Doctorado honoris causa en Leyes, de la Universidad Estatal de Farmingdale.[40][72]
- 1999, Exalumnos más destacados del año de la Universidad Estatal de Virginia State Occidental.[40][72]
- 2006, Doctorado honoris causa en Ciencias de la Universidad Capitol, Laurel (Maryland).[40][73]
- 2010, Doctorado honoris causa en Ciencias de la Universidad de Old Dominion, Norfolk (Virginia).
- 2015, Medalla Presidencial de la Libertad.[74]
- 2018, Doctorado honoris causa de la College of William and Mary.[75]
- 2019, se la incluyó como uno de los miembros de la clase inaugural del Salón de la Fama de Government Executive.[76]